# Villars-les-Dombes

Villars-les-Dombes este o comună în departamentul Ain din estul Franței.